# Apograaf

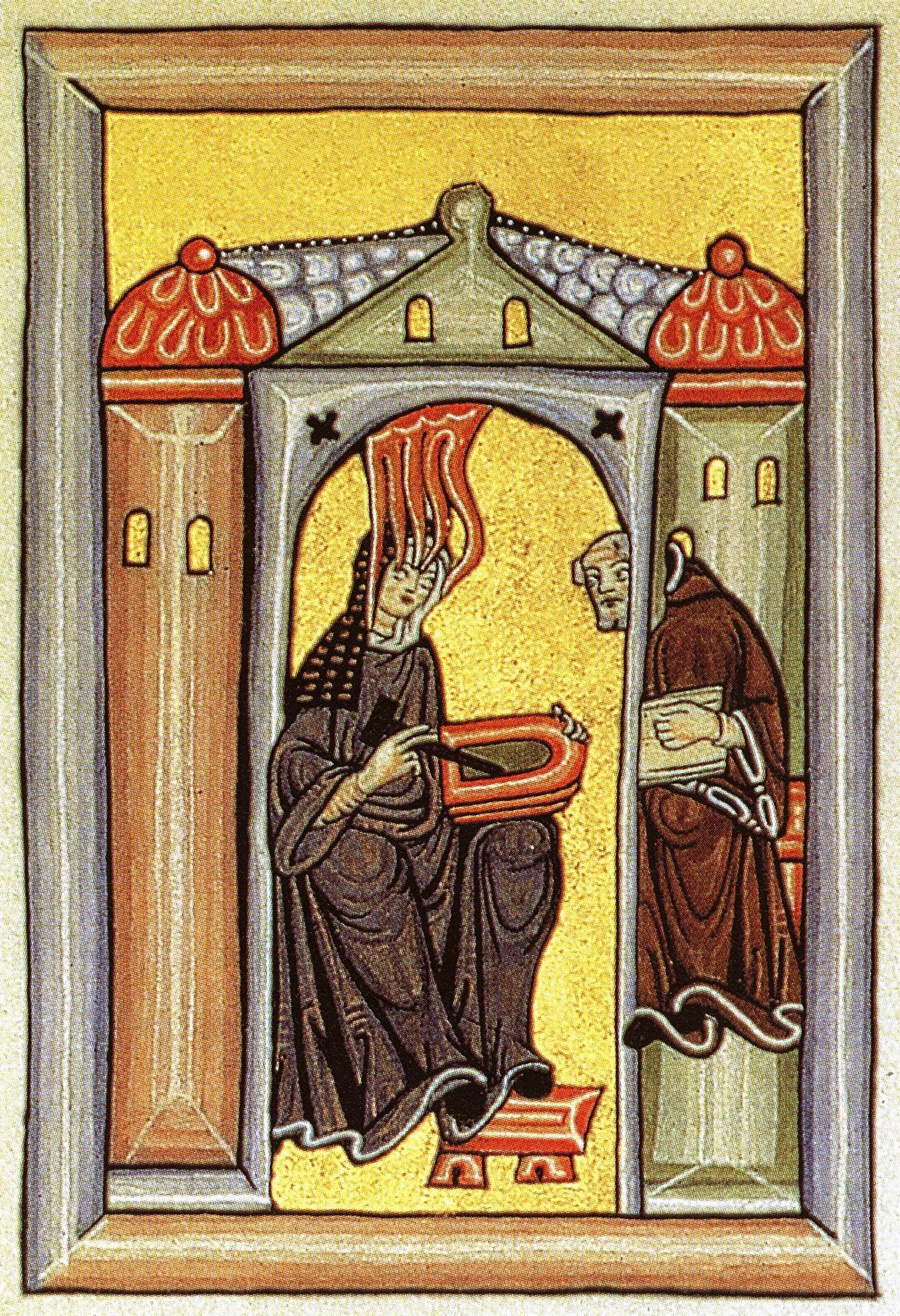
Hildegard van Bingen (links) schrijft haar visioenen neer op wastabletten. Haar secretaris kopieert ze op perkament.

Een apograaf is een handschrift dat door een secretaris of kopiist is gekopieerd vanaf het origineel van de auteur zelf. Als het handschrift van de hand van de schrijver zelf is, spreekt men van een autograaf.
Van sommige werken is enkel een apograaf beschikbaar, omdat de schrijver zich bediende van een niet-duurzaam medium. Zo schreef de 12e-eeuwse mystica Hildegard van Bingen op wastabletten, die steeds opnieuw gebruikt werden; haar geschriften werden gekopieerd op perkament, dat is de apograaf. Een voorbeeld is haar werk Liber Divinorum Operum dat in de universiteitsbibliotheek van Gent bewaard wordt.

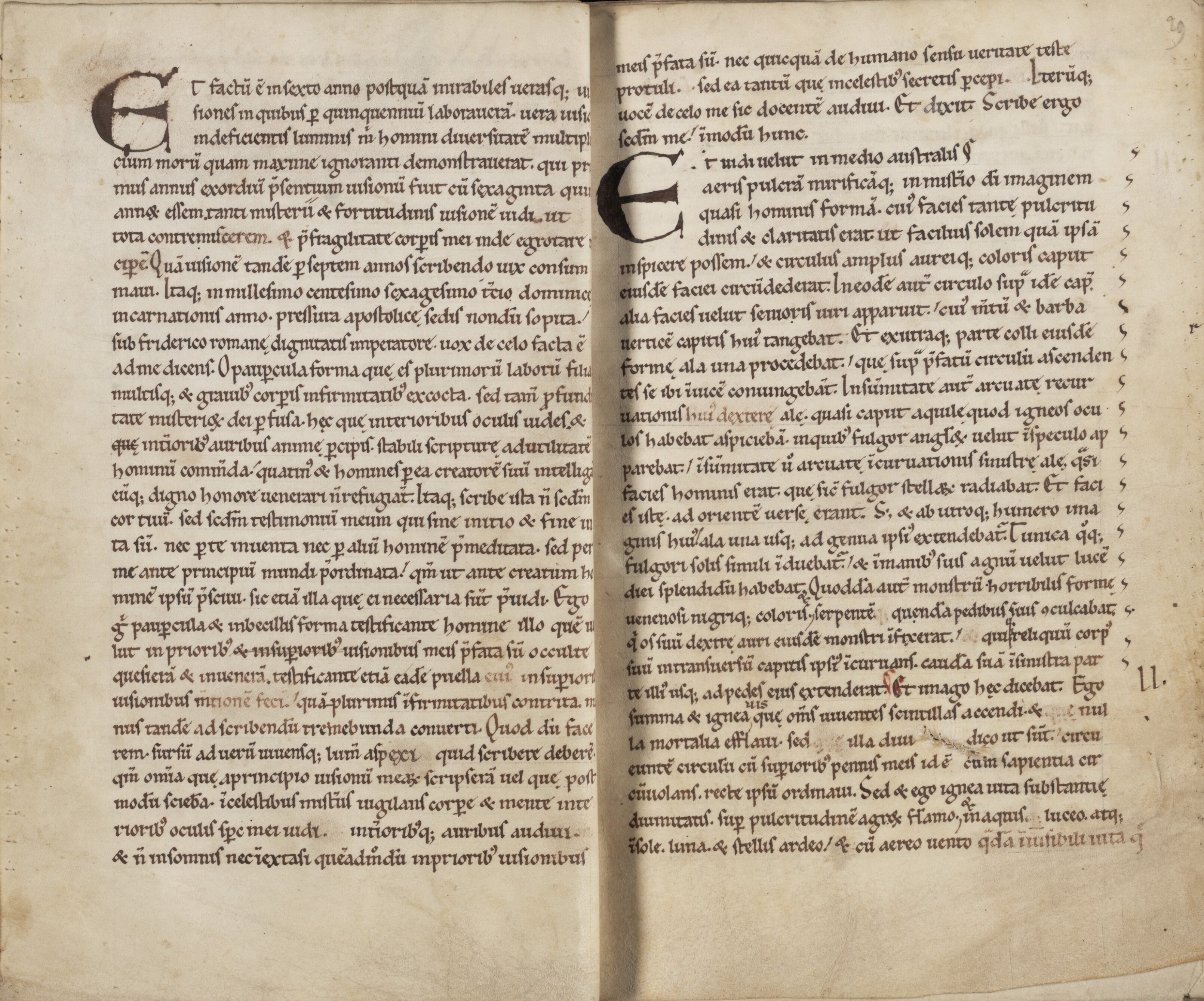
Fragment uit het manuscript "Liber divinorum operum". Apograaf uit de 2de helft van de 12e eeuw. Bewaard in de Universiteitsbibliotheek Gent.